# Associazione Sportiva Jesi 1965-1966
Questa pagina raccoglie le informazioni riguardanti l'Associazione Sportiva Jesi nelle competizioni ufficiali della stagione 1965-1966.